# Roger La Croix
 (décembre 2012).
Si vous disposez d'ouvrages ou d'articles de référence ou si vous connaissez des sites web de qualité traitant du thème abordé ici, merci de compléter l'article en donnant les références utiles à sa vérifiabilité et en les liant à la section « Notes et références ».
Roger La Croix (de son vrai nom Roger Lacroix), né le 22 août 1933 à Angleur (Liège) et mort le 16 février 1984  à Avennes, est un peintre et un sculpteur liégeois, dont l’œuvre a été remise en lumière à la suite d'un reportage réalisé par André Dartevelle, « Tableaux dans un grenier » diffusé sur ARTE en 2004.

## Biographie
Artiste autodidacte, il commence une carrière de dessinateur dans un bureau d'architecture (après une formation partielle à l'Institut d'Architecture Saint-Luc à Liège). 
Il travaille l’huile mais aussi le collage, la gouache et pratique la sculpture.
Il fut cofondateur du groupe « Figurations non-figuratives » et fondateur du groupe « Anim'Art » auquel participa également Annie Palisot, sculpteur. Son œuvre n'a, à ce jour, pas fait l'objet d'un catalogue officiel et se retrouve principalement dans des collections privées.
Une analyse de l'œuvre de Roger La Croix est présentée par François Jacqmin: « On peut voir en Roger La Croix, enlevé à l'âge de cinquante ans, un de ces peintres pour qui la liberté en soi se confondait à la liberté d'expression…. Il sait donner de la robustesse à un nuage ; il rend son caractère fugitif à la roche...
La volonté de sonder les états et les distances intérieurs, apparaît dans son traitement et dans la conception des couleurs... Il a la conscience qu'à une certaine profondeur de la vie intérieure, ce ne sont plus tant l'exploration intrépide ou la virtuosité chromatique qui résolvent l'interrogation de l'artiste, mais l'humilité et l'acceptation lucides de la domination du mystère ».

## Œuvre
- 1976 : Sans titre[5], aquarelle, au Musée d'art contemporain en plein air du Sart Tilman

## Expositions (liste non exhaustive)
- Participation à plusieurs expositions de groupe (« Abstractions sensorielles », Galerie Détour 1980)
- Musée d'art moderne et d'art contemporain de Liège en juin 2005
- Une vie en suspens, à Namur du 21 au 26 février 2006[2]
- Galerie Albert Dumont, présentation de quelques œuvres de Roger La Croix dans son exposition collective d'ouverture en octobre 2009[6].

## Filmographie
- 2004 : André Dartevelle, Tableaux dans un grenier : Roger La Croix, 58'27, production RTBF, sur le site de la Sonuma[7]